# Dolapo Osinbajo
Dolapo Osinbajo (Ikenne, 16 de julho de 1967) é uma advogada nigeriana que atualmente serve como a Segunda-dama da Nigéria após a eleição de Yemi Osinbajo à vice-presidência do país compondo a chapa do atual presidente Muhammadu Buhari na eleição presidencial de 2015.

## Primeiros anos
Nascida em 16 de julho de 1967, passou seus primeiros anos em Ikenne. Ela é neta de Obafemi Awolowo, o nacionalista nigeriano e chefe iorubá, e da sua esposa Hannah Idowu Dideolu Awolowo.
Ela casou-se com Yemi Osinbajo, um primo distante, em 25 de novembro de 1989. Em 1990 ela foi chamada para a Ordem dos Advogados da Nigéria.

## Segunda-dama da Nigéria
Em setembro de 2019, ela presidiu a 49ª Convocação de Oração Mulheres Benue em Oração (BEWIP) em Makurdi. Ela também inaugurou a Casa das Crianças Mama Abyol e o Centro Benue para o Desenvolvimento e Inovação Empresarial (BENCEDI). No seu discurso para os jovens no estado de Benue, ela alertou-os contra a tentativa de copiar estilos de vida ilusórios na Internet. Falando para as meninas que se formaram fora da escola em Lagos em dezembro de 2019, ela encorajou-as a viver com responsabilidade como bons modelos. Ela também caracterizou a violência contra as mulheres como um crime contra a humanidade. Em meados de dezembro de 2019, a primeira-dama da Nigéria, Aisha Buhari, nomeou Osinbajo - juntamente com as esposas dos governadores dos estados nigerianos - como 'campeãs' para liderar a luta contra a tuberculose na Nigéria.

## Obras
- Eles chamam-se de mamã: Diários debaixo da ponte. 2014.